# Довледжик
Довледжик (на македонска литературна норма: Довлеџик) е квартал на град Битоля в Северна Македония.
Намира се в западната част на града, близо до Педагогическия факултет. В квартала се намира басейнът „Довледжик“. В него е и църквата „Свети Архангел Гавриил“.